# Nell Tiger Free
Nell Tiger Free, nata Nell Pickford Free (Kingston upon Thames, 13 ottobre 1999), è un'attrice britannica.

## Biografia
L'attrice ha esordito al cinema all'età di tredici anni in un ruolo secondario nel film britannico Broken - Una vita spezzata del 2012, mentre l'anno successivo ha ricoperto il ruolo della protagonista Chloe Crumb nel film per la televisione Mr. Stink, adattamento della BBC dell'omonimo libro per bambini di David Walliams.
Nel 2014 viene ingaggiata per la quinta stagione della serie televisiva HBO Il Trono di Spade (Game of Thrones) nel ruolo di Myrcella Baratheon, sostituendo l'attrice Aimee Richardson che aveva interpretato lo stesso personaggio in alcune scene nelle prime due stagioni.
Nel 2019 è tra i protagonisti della serie Servant, diretta da M. Night Shyamalan.

## Filmografia

### Cinema
- Broken - Una vita spezzata (Broken), regia di Rufus Norris (2012)
- Settlers - Colonia marziana (Settlers), regia di Wyatt Rockefeller (2021)
- Wonderwell, regia di Vlad Marsavin (2023)
- Omen - L'origine del presagio (The First Omen), regia di Arkasha Stevenson (2024)

### Televisione
- Mr Stink – film TV (2013)
- Il giovane ispettore Morse (Endeavour) – serie TV, 1 episodio (2014)
- Il Trono di Spade (Game of Thrones) – serie TV, 6 episodi (2015-2016)
- Too Old to Die Young – serie TV, 6 episodi (2019)
- Servant – serie TV, 40 episodi (2019-2023)